# Calgary Nose Hill
Pour les articles homonymes, voir Calgary (homonymie).
Circonscription électorale fédérale du Canada
Calgary Nose Hill (autrefois Calgary—Nose Hill) est une circonscription électorale fédérale canadienne de l'Alberta.

## Circonscription fédérale
La circonscription se situe au sud de l'Alberta et représente le nord-ouest de Calgary. Elle est créée en 1996 avec la typographie Calgary—Nose Hill  et représentée pour la première fois lors des élections générales de 1997. Elle prend sa typographie actuelle en 2015.
Les circonscriptions limitrophes sont :
- au nord : Calgary Skyview
- à l'est : Calgary McKnight
- au sud : Calgary Confederation
- à l'ouest : Calgary Crowfoot.

Avant le redécoupage de 2012, les circonscriptions limitrophes étaient Calgary-Centre-Nord, Calgary-Nord-Est, Calgary-Ouest et Wild Rose.
Lors du redécoupage électoral de 2022, la circonscription échange sa partie au nord de son territoire contre une partie au nord-est avec Calgary Skyview (partie à l'ouest de la route 2 et au sud du boulevard Country Hill). Elle gagne également au nord-ouest une petite partie de la circonscription de Calgary Rocky Ridge rebaptisée Calgary Crowfoot et au sud-est et sud-ouest des portions de Calgary Confederation.

## Résultats électoraux
|       | Candidat            | Parti             | # de voix | % des voix |
|       | (X) Michelle Rempel | Conservateur      | +32 760,  | 60,04 %    |
|       | Robert Prcic        | Libéral           | +14 671,  | 26,89 %    |
|       | Bruce Kaufman       | NPD               | +04 836,  | 8,86 %     |
|       | Laurie Scheer       | Vert              | +01 384,  | 2,54 %     |
|       | Edward Gao          | Parti libertarien | +00727,   | 1,33 %     |
|       | Faizan Butt         | Indépendant       | +00184,   | 0,34 %     |
| Total | Total               | Total             | 54 562    | 100 %      |

|       | Candidat           | Parti        | # de voix | % des voix |
|       | (x) Diane Ablonczy | Conservateur | +40 384,  | 70,17 %    |
|       | Margaret McLeod    | Libéral      | +06 501,  | 11,3 %     |
|       | Collin Anderson    | NPD          | +07 189,  | 12,49 %    |
|       | Tony Hajj          | Vert         | +03 480,  | 6,05 %     |
| Total | Total              | Total        | 57 554    | 100 %      |

|       | Candidat           | Parti        | # de voix | % des voix |
|       | (x) Diane Ablonczy | Conservateur | +35 029,  | 69,63 %    |
|       | Anoush Newman      | Libéral      | +06 653,  | 13,23 %    |
|       | Stephanie Sundberg | NPD          | +03 953,  | 7,86 %     |
|       | Tony Hajj          | Vert         | +04 669,  | 9,28 %     |
| Total | Total              | Total        | 50 304    | 100 %      |

## Historique
La circonscription de Calgary—Nose Hill est créée en 1996 à partir des circonscriptions de  Calgary-Nord et de Wild Rose.
| Législature                                          | Années        | Député                 | Parti | Parti               |
| ---------------------------------------------------- | ------------- | ---------------------- | ----- | ------------------- |
| Calgary—Nose Hill issue de Calgary-Nord et Wild Rose |               |                        |       |                     |
| 36e                                                  | 1997–2000     | Diane Ablonczy         |       | Réformiste          |
| 36e                                                  | 2000-2000     | Diane Ablonczy         |       | Alliance canadienne |
| 37e                                                  | 2000–2003     | Diane Ablonczy         |       | Alliance canadienne |
| 37e                                                  | 2003-2004     | Diane Ablonczy         |       | Conservateur        |
| 38e                                                  | 2004–2006     | Diane Ablonczy         |       | Conservateur        |
| 39e                                                  | 2006–2008     | Diane Ablonczy         |       | Conservateur        |
| 40e                                                  | 2008–2011     | Diane Ablonczy         |       | Conservateur        |
| 41e                                                  | 2011–2014     | Diane Ablonczy         |       | Conservateur        |
| Calgary Nose Hill                                    |               |                        |       |                     |
| 42e                                                  | 2015–2019     | Michelle Rempel Garner |       | Conservateur        |
| 43e                                                  | 2019–2021     | Michelle Rempel Garner |       | Conservateur        |
| 44e                                                  | 2021–en cours | Michelle Rempel Garner |       | Conservateur        |